# Renault R.S.20
El Renault R.S.20 (posteriormente Alpine A521) es un monoplaza de Fórmula 1 diseñado por Renault para competir en la temporada 2020. La unidad de potencia, el sistema de transmisión de ocho velocidades y el sistema de recuperación de energía son de Renault. Fue conducido inicialmente por Esteban Ocon y Daniel Ricciardo.

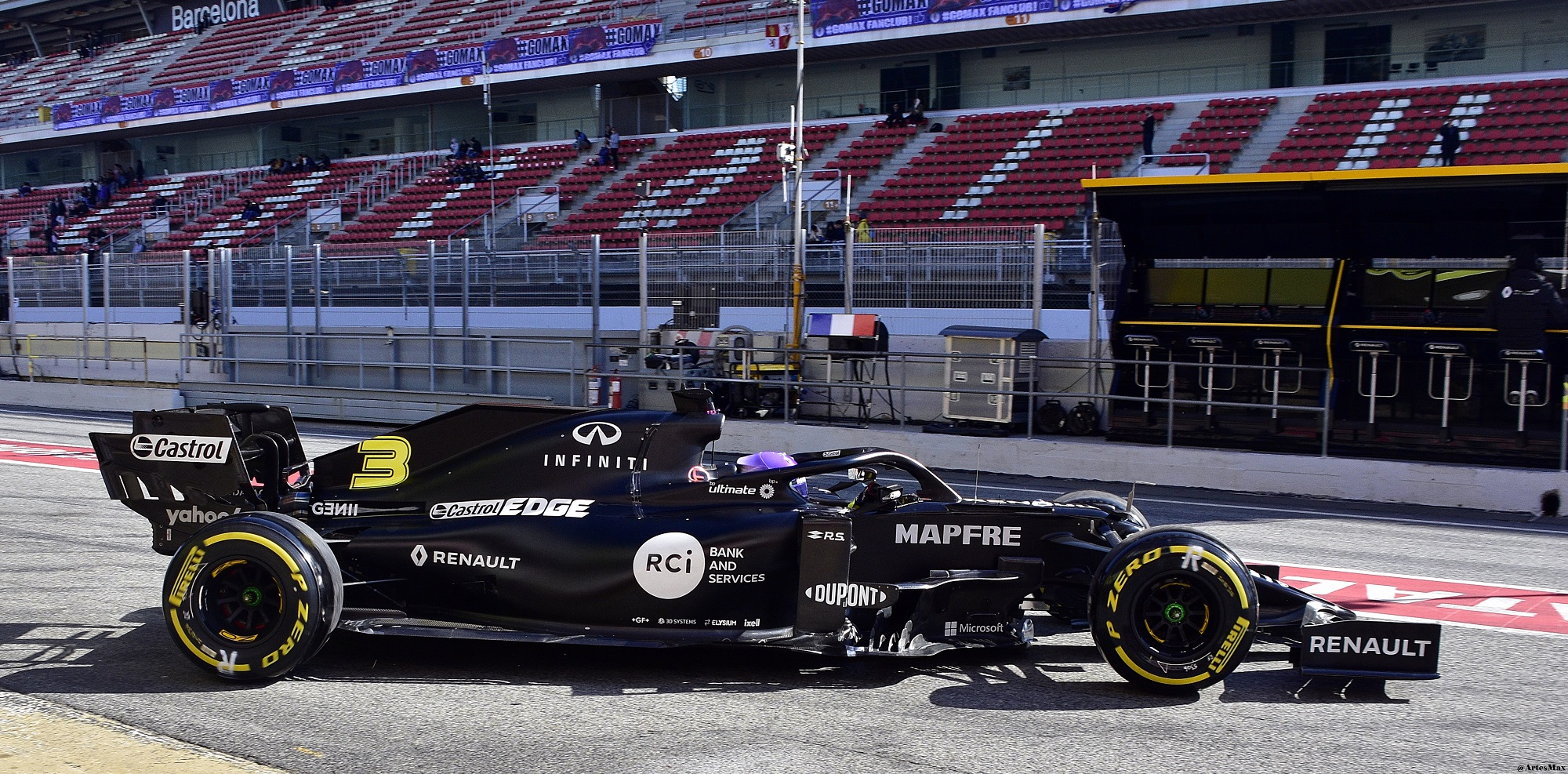
Daniel Ricciardo sobre el R.S.20 en la pretemporada 2020 en Barcelona.

Debido a la pandemia de COVID-19, se tuvo que aplazar los reglamentos técnicos que estaban previstos para introducirse en 2021. Como resultado, bajo un acuerdo entre los equipos y la Federación Internacional del Automóvil (FIA), los monoplazas de 2020, incluido el R.S.20 volverán a ser utilizados en 2021.
El R.S.20 fue llamado Alpine A521, siendo el primero de la escudería Alpine F1 Team. Fue conducido por Ocon y el español Fernando Alonso, que volvía en la temporada 2021 a la categoría tras competir en 2018. Fue presentado en línea el 2 de marzo de 2021.

## Resultados
(Clave) (negrita indica pole position) (cursiva indica vuelta rápida)

| Año     | Escudería                | Motor               | Neu. | N.º | Pilotos          | 1   | 2   | 3   | 4   | 5   | 6   | 7   | 8   | 9   | 10  | 11  | 12  | 13  | 14  | 15  | 16  | 17  | 18  | 19  | 20  | 21  | 22  | Puntos | Pos. |
| ------- | ------------------------ | ------------------- | ---- | --- | ---------------- | --- | --- | --- | --- | --- | --- | --- | --- | --- | --- | --- | --- | --- | --- | --- | --- | --- | --- | --- | --- | --- | --- | ------ | ---- |
| 2020    | Renault DP World F1 Team | E-Tech 20 V6 Turbo  | P    |     |                  | AUT | EST | HUN | GBR | 70A | ESP | BEL | ITA | BEL | RUS | EIF | POR | EMI | TUR | BHR | SAK | ABU |     |     |     |     |     | 181    | 5.º  |
| 2020    | Renault DP World F1 Team | E-Tech 20 V6 Turbo  | P    | 3   | Daniel Ricciardo | Ret | 8   | 8   | 4   | 14  | 11  | 4   | 6   | 4   | 5   | 3   | 9   | 3   | 10  | 7   | 5   | 7   |     |     |     |     |     | 181    | 5.º  |
| 2020    | Renault DP World F1 Team | E-Tech 20 V6 Turbo  | P    | 31  | Esteban Ocon     | 8   | Ret | 14  | 6   | 8   | 13  | 5   | 8   | Ret | 7   | Ret | 8   | Ret | 11  | 9   | 2   | 9   |     |     |     |     |     | 181    | 5.º  |
| 2021    | Alpine F1 Team           | E-Tech 20B V6 Turbo | P    |     |                  | BHR | EMI | POR | ESP | MON | AZE | FRA | EST | AUT | GBR | HUN | BEL | NED | ITA | RUS | TUR | USA | MEX | SÃO | QAT | ARA | ABU | 155    | 5.º  |
| 2021    | Alpine F1 Team           | E-Tech 20B V6 Turbo | P    | 14  | Fernando Alonso  | Ret | 10  | 8   | 17  | 13  | 6   | 8   | 9   | 10  | 7   | 4   | 11  | 6   | 8   | 6   | 16  | Ret | 9   | 9   | 3   | 13  | 8   | 155    | 5.º  |
| 2021    | Alpine F1 Team           | E-Tech 20B V6 Turbo | P    | 31  | Esteban Ocon     | 13  | 9   | 7   | 9   | 9   | Ret | 14  | 14  | Ret | 9   | 1   | 7   | 9   | 10  | 14  | 10  | Ret | 13  | 8   | 5   | 4   | 9   | 155    | 5.º  |
| Fuente: |                          |                     |      |     |                  |     |     |     |     |     |     |     |     |     |     |     |     |     |     |     |     |     |     |     |     |     |     |        |      |

### Citas
1. ↑  «L'ALPINE A521». Alpine Cars (en francés). Archivado desde el original el 13 de febrero de 2022. Consultado el 2 de marzo de 2021.
2. ↑  Marchi, Fabio (3 de julio de 2020). «La ‘revolución’ de la F1 de 2021 se pospone al 2022 por el coronavirus». Mundo Deportivo. Consultado el 16 de enero de 2021.
3. ↑  Rubio, Javier (14 de enero de 2021). «Presentan el nuevo Alpine A521 de Alonso, un monoplaza que cambiará en febrero». El Confidencial. Consultado el 16 de enero de 2021.
4. ↑  «Renault to rebrand as Alpine F1 Team in 2021». Fórmula 1 (en inglés). Formula One World Championship Limited. 6 de septiembre de 2020. Consultado el 16 de enero de 2021.
5. ↑  «La Alpine de Fernando Alonso ya tiene fecha de presentación». Car and Driver. 16 de febrero de 2021. Consultado el 16 de febrero de 2021.
6. ↑  «Renault R.S.20 • STATS F1». STATS F1. Consultado el 5 de julio de 2020.

- Datos: Q84869056
- Multimedia: Renault R.S.20 / Q84869056